# 138 Tolosa
A 138 Tolosa a Naprendszer kisbolygóövében található aszteroida. Henri Joseph Anastase Perrotin fedezte fel 1874. május 19-én.